# Il ragazzo dal kimono d'oro 4
Il ragazzo dal kimono d'oro 4 è un film per la televisione del 1992 prodotto e diretto da Fabrizio De Angelis, il quarto della serie iniziata con Il ragazzo dal kimono d'oro (1987). Fu trasmesso in prima serata su Italia 1 il 2 febbraio 1992, due settimane dopo Il ragazzo dal kimono d'oro 3, e fu seguito a sua volta da Il ragazzo dal kimono d'oro 5, trasmesso il mese successivo.

## Trama
Larry Jones è ora il nuovo ragazzo dal kimono d'oro, ma Joe Carson serba ancora rancore nei suoi confronti. Con l'aiuto di Bruce Wang, uno studente coreano esperto di arti marziali tanto da essere soprannominato il Drago di Seul, Joe sfida nuovamente il ragazzo dal kimono d'oro, che ora dovrà battersi con Wang, colpevole anche di aver umiliato pubblicamente Julie, la sorella di Larry.